# 阿穆克塔島

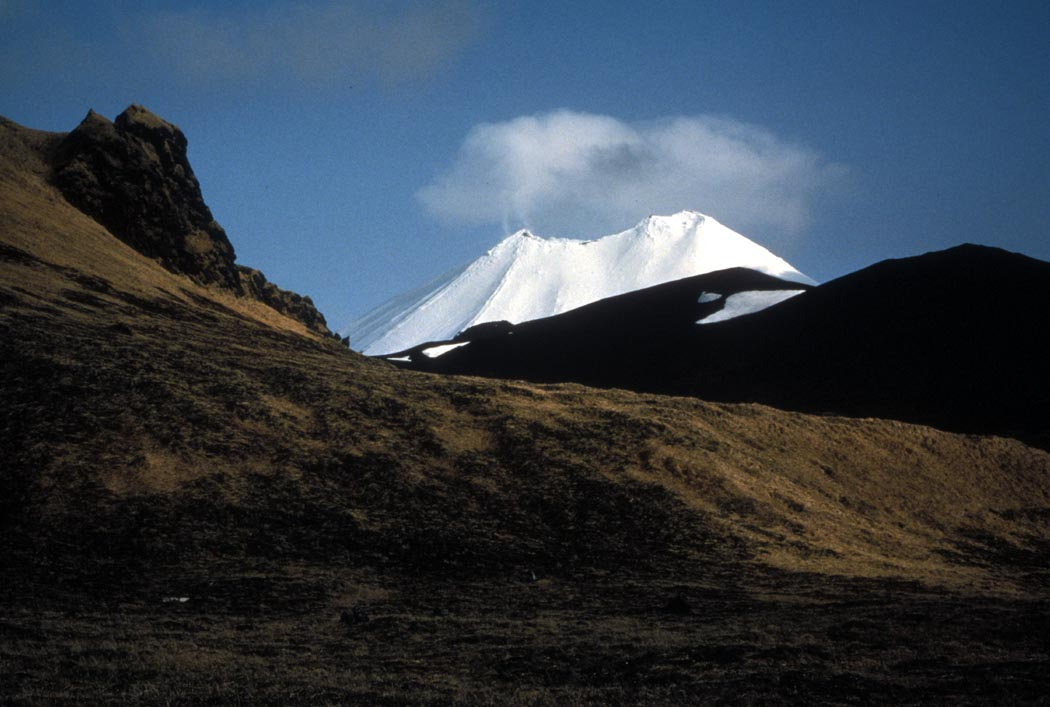

阿穆克塔島是美國的島嶼，位於太平洋海域，屬於四山群島的一部分，由阿拉斯加州負責管轄，長9公里、寬8.3公里，最高點海拔高度1,055米，島上無人居住。
52°29′19″N 171°15′30″W / 52.48861°N 171.25833°W